# Sergio Spazzali
Sergio Spazzali (Trieste, 16 agosto 1936 – Miramas, 22 gennaio 1994) è stato un avvocato e attivista italiano, esponente del Soccorso Rosso Militante e legale di molti esponenti delle Brigate Rosse e di membri della sinistra extraparlamentare.

## Biografia
Sergio Spazzali fu attivo nel Soccorso Rosso Militante e nella difesa dei militanti di estrema sinistra dal 1969-1970, assieme al fratello, Giuliano Spazzali; venne accusato nel 1975 di complicità in banda armata e associazione sovversiva, in un processo a Torino, assieme a 72 brigatisti della colonna "Mara Cagol", e per partecipazione a banda armata nel processo di Milano, infine in gruppo con Petra Krause, Roberto Mander e alcuni anarchici svizzeri, per contrabbando d'esplosivo (vicenda delle "mine di Dumenza").
Nel carcere di San Vittore rischiò di finire assassinato nel 1976 da alcuni "killer delle carceri", secondo alcuni poiché alcuni brigatisti più estremi lo ritenevano un traditore e un collaboratore della giustizia borghese (spesso i brigatisti non accettavano nemmeno la difesa d'ufficio; ad esempio, il gruppo storico comprendente Renato Curcio e Alberto Franceschini aveva rinunciato alla difesa in quanto non riconosceva lo Stato durante il processo del 1974); alcuni uomini armati lo aggredirono assieme a Pasqualino Sirianni, Pietro Morlacchi e Giovanni Miagostovich; essi furono feriti gravemente ma Spazzali si salvò essendo nelle docce. Per l'aggressione furono incriminati sei detenuti e un secondino.
Rilasciato in libertà provvisoria su spinta del Soccorso Rosso (in particolare per gli sforzi di Franca Rame e Dario Fo e del fratello Giuliano), venne arrestato di nuovo nel 1977 e rinchiuso nel carcere di Lecco, per 109 giorni.
Scontò più di quattro anni di carcere preventivo e alla fine ebbe una condanna a circa 13 anni per "assistenza a banda armata" e "partecipazione ad associazione sovversiva" (6 anni e 4 anni nei due processi), e per "trasporto illegale di materiale esplosivo" (3 anni), sulla base delle parole di pentiti (come Patrizio Peci) che suggerirono, riferendo per interposta persona alcune frasi, che forse Spazzali aveva fatto da tramite per un messaggio tra brigatisti: 
(Patrizio Peci.)

### Condanna e trasferimento in Francia
Nel 1982, rimesso in libertà dopo l'assoluzione in primo grado, si rifugiò in Francia sotto la protezione della dottrina Mitterrand, prima della sentenza d'appello divenuta definitiva. Nel 1991 fu scagionato dalle accuse in seguito alle rivelazioni dirette di Lauro Azzolini, il quale negò di aver detto a Dura che l'avrebbe riferito a Peci che Spazzali fosse coinvolto direttamente con le attività della colonna brigatista; la corte d'appello di Torino respinse però l'istanza di revisione processuale.
Spazzali morì d'infarto a 57 anni nel 1994, poco prima della prescrizione della condanna, che gli avrebbe consentito di rientrare in Italia. Il suo corpo, rientrato a Milano, è stato sepolto al cimitero di Lambrate, ove i resti sono stati in seguito raccolti in una celletta.
Nonostante le accuse mossegli dal procuratore Gian Carlo Caselli, l'appartenenza effettiva di Spazzali alle Brigate Rosse non è mai stata accertata nemmeno dal tribunale che lo condannò, ed egli fu ritenuto solo un "fiancheggiatore" esterno.

## Opere
- Chi vivrà vedrà. Scritti 1975-1992, con la partecipazione di Giuliano Spazzali, Gilberto Vitale e Vincenzo Guagliardo, a cura di G. Spazzali e Tommaso Spazzali, Milano, Calusca City Lights, 1995